# Regió Administrativa de la Cordillera

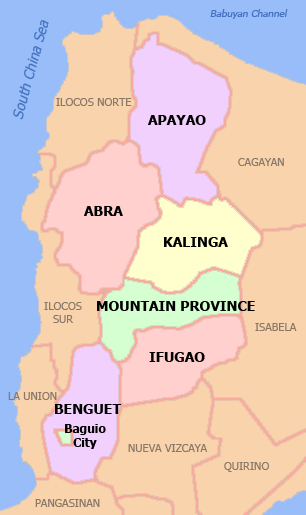
Mapa polític de la Regió Administrativa de la Cordillera

La Regió Administrativa de la Cordillera (en filipí Rehiyong Pampangasiwaan ng Cordillera, en anglès Cordillera Administrative Region, CAR), és una regió de les Filipines. És l'única regió filipina sense sortida al mar, i el seu territori abasta la major part de la Serralada Central de Luzon. Aquesta regió és la llar de nombroses tribus indígenes que formen els conjunt dels pobles igorot.
La regió està consta de sis províncies: Abra, Apayao, Benguet, Ifugao, Kalinga i Mountain, a més de la ciutat autònoma de Baguio, que és la capital regional.
La superfície de la regió és de 19.393 km². Segons el cens de 2007, té una població d'1.520.847 habitants amb una densitat de 78,4 hab/km², sent la menys poblada del país en termes de població i densitat.

## Subdivisió administrativa
La Regió Administrativa de la Cordillera està composta per les següents unitats administratives de primer ordre:
| Província/Ciutat                      | Capital     | Població (2007) | Àrea (km²) | Densitat de població (per km²) |
| ------------------------------------- | ----------- | --------------- | ---------- | ------------------------------ |
| Prov. d'Abra                          | Bangued     | 230.953         | 4.198,2    | 55,0                           |
| Prov. d'Apayao                        | Kabugao     | 103.633         | 4.351,2    | 23,8                           |
| Prov. de Benguet                      | La Trinidad | 372.533         | 2.769,1    | 134,5                          |
| Prov. d'Ifugao                        | Lagawe      | 180.815         | 2.628,2    | 68,8                           |
| Prov. de Kalinga                      | Tabuk       | 182.326         | 3.231,3    | 56,4                           |
| Prov. de Mountain                     | Bontoc      | 148.661         | 2.157,4    | 68,9                           |
|                                       |             |                 |            |                                |
| Ciutat de Baguio                      | —           | 160.516         | 57,5       | 5.250,0                        |
|                                       |             |                 |            |                                |
| Regió Administrativa de la Cordillera | Baguio      | 1.520.847       | 19.392,9   | 78,4                           |

Tot i que Baguio és sovint agrupada dins de la província de Benguet amb finalitats estadístiques per l'Oficina Nacional d'Estadística, com a altament urbanitzada és administrativament independent de la seva província.